# Barbu (Vorname)
Barbu ist ein männlicher Vorname.

## Herkunft und Bedeutung
Der Name findet fast ausschließlich im Rumänischen Verwendung.

## Bekannte Namensträger
- Barbu Catargiu (1807–1862), rumänischer Politiker und Ministerpräsident
- Barbu Ștefănescu Delavrancea (1858–1918), rumänischer Schriftsteller
- Barbu Dimitrie Știrbei (1799–1869), letzter Herrscher des Fürstentums der Walachei
- Barbu Știrbey (1872–1946), Ministerpräsident des Königreichs Rumänien
- Barbu Zaharescu (1906–2000), rumänischer Politiker und Diplomat